# 仙茅
仙茅（学名：Curculigo orchioides），又名地棕根、地棕、独茅根、独茅、独脚仙茅、山党参、仙茅参、海南参、婆罗门参、芽瓜子，为石蒜科仙茅属多年生草本植物。分布于印度尼西亚、日本、东南亚、台湾岛以及中国大陆的广西、广东、贵州、福建、云南、浙江、四川、湖南、江西等地，生长于海拔500米至1,600米的地区，一般生长在草地、林中或荒坡上，属中国原产的植物（非从国外引种）。

## 形态
- 多年生草本。高10～14厘米。地下常有单一、不分支的根茎，黑褐色，肉质断面白色。
- 叶根生，3～6枚，具柄，披针形，革质，长约10～30厘米，宽0.6～2厘米，有散生长毛。
- 花茎极短，藏于叶鞘之内，花黄色。

## 生长环境
- 喜生于山坡、丘陵的草地、灌木丛旁。
- 长江以南均有生长。主产四川。

## 加工
药用根茎。春初、夏末采集。除去须根和根头，洗净，切断，晒干备用。

## 药用
中医上讲仙茅辛苦而甘温，有小毒。补肾壮阳，散寒除痹。西医则发现其中所含的仙茅苷可用来抑制β淀粉样蛋白聚合。

### 主治
- 肾虚腰痛，神经衰弱，阳萎。
- 妇女更年期高血压。
- 慢性肾炎。
- 无名肿毒。

## 延伸阅读
[在维基数据编辑]
 《植物名實圖考·仙茅》，出自吳其濬《植物名實圖考》

## 外部連結
- 仙茅 Xianmao（页面存档备份，存于） 藥用植物圖像數據庫 (香港浸會大學中醫藥學院) （中文）（英文）
- 仙茅 中藥材圖像數據庫  (香港浸會大學中醫藥學院) （中文）（英文）
- 仙茅 Xian Mao（页面存档备份，存于） 中藥標本數據庫 (香港浸會大學中醫藥學院) （繁體中文）（英文）
- 仙茅苷 Curculigoside（页面存档备份，存于） 中草藥化學圖像數據庫 (香港浸會大學中醫藥學院) （中文）（英文）